# Andrena revelstokensis
Andrena revelstokensis là một loài Hymenoptera trong họ Andrenidae. Loài này được Viereck mô tả khoa học năm 1924.